# Nem Rebeldes, nem Fiéis
Nem Rebeldes, Nem Fiéis foi uma telenovela brasileira exibida pela TV Cultura em fevereiro de 1982, às 21h. Baseada no romance de Ondina Ferreira, foi escrita por Renata Pallottini.

## Enredo
Olívia está em crise em relação ao futuro. Funcionária pública, independente financeiramente, às vésperas de se aposentar, teme não saber o que fazer da vida.
O apoio da amiga Zilda e o reenconto com um velho amor parecem preencher o vazio que a estava assustando.

## Elenco
- Maria Fernanda .... Olívia
- Maria Luiza Castelli .... Zilda
- Elizabeth Henreid
- Nelson Caruso
- Flávio Sá
- Geórgia Gomide
- Hélio Souto
- Luiz Armando Queiroz
- Marcos Caruso
- Maria Isabel de Lizandra
- Marta Volpiani
- Monique Lafond
- Newton Prado
- Silvana Teixeira
- Turíbio Ruiz
- Victor Branco
- Yara Lins

## Curiosidades
- Outra adaptação da série da TV Cultura "Tele-Romance", Nem Rebeldes, Nem Fiéis estreou juntamente com O Pátio das Donzelas, exibida às sete e meia da noite.